# Jakub Pokrzywniak
Jakub Pokrzywniak (ur. 1976) – polski prawnik, radca prawny, doktor habilitowany nauk prawnych, specjalista w zakresie prawa cywilnego i ubezpieczeniowego, adiunkt w Katedrze Prawa Cywilnego, Handlowego i Ubezpieczeniowego Uniwersytetu im. Adama Mickiewicza w Poznaniu.

## Życiorys
Syn Józefa Tomasza Pokrzywniaka – polonisty i historyka literatury, profesora UAM – oraz Wandy z domu Rybińczuk. Studia prawnicze ukończył w 2000 na Wydziale Prawa i Administracji UAM. Następnie odbył studia podyplomowe w Polsko-Francuskim Instytucie Ubezpieczeń w Warszawie (2001-2002). W 2004 uzyskał na macierzystym wydziale stopień doktorski na podstawie pracy pt. „Stosunki zobowiązaniowe łączące brokera ubezpieczeniowego z ubezpieczającym i z zakładem ubezpieczeń w ich wzajemnym powiązaniu” (promotorem był Andrzej Koch). Habilitował się w 2014 na podstawie oceny dorobku naukowego i rozprawy „Umowa o przyłączenie do sieci elektroenergetycznej, gazowej lub ciepłowniczej. Zagadnienia cywilnoprawne”. Pracuje na stanowisku adiunkta w Katedrze Prawa Cywilnego, Handlowego i Ubezpieczeniowego Wydziału Prawa i Administracji UAM.

## Wybrane publikacje
- Broker ubezpieczeniowy – ubezpieczający – ubezpieczyciel. Stosunki zobowiązaniowe, wyd. 2005, ISBN 83-60186-02-2.
- Umowa ubezpieczenia. Komentarz do nowelizacji kodeksu cywilnego (wraz z M. Orlickim), wyd. 2008, ISBN 978-83-7526-845-4.
- ponadto glosy do orzeczeń sądów oraz artykuły publikowane w czasopismach prawniczych, m.in. w „Ruchu Prawniczym, Ekonomicznym i Socjologicznym”, „Przeglądzie Ustawodawstwa Gospodarczego”, „Rejencie”, „Prawie Asekuracyjnym” oraz „Wiadomościach Ubezpieczeniowych”[2]